# Medole
Medole är en ort och kommun i provinsen Mantua i regionen Lombardiet i Italien. Kommunen hade 4 091 invånare (2018).